# Richard Allsebrook
Richard Allsebrook (sinh ngày 25 tháng 9 năm 1892 ở Newstead, Nottinghamshire, Anh) là một cầu thủ bóng đá thi đấu ở Football League cho Notts County. Ông cũng thi đấu cho câu lạc bộ Wales Ebbw Vale.